# Sapri
Sapri ist eine italienische Gemeinde mit 6390 Einwohnern (Stand 31. Dezember 2023) in der Provinz Salerno in der Region Kampanien. Der Ort ist Teil der Comunità Montana del Bussento.

## Geografie
Sapri liegt im Golf von Policastro und sein Strand bildet den rückwärtigen Abschluss der Bucht. Das etwas oberhalb gelegene Dorf Timpone im Westen ist ein Ortsteil von Sapri. Nachbargemeinden sind Maratea, Rivello, Torraca, Tortorella und Vibonati, zu dem Sapri früher gehörte. Sapri ist Teil der Costiera Cilentana an der thyrrenischen Küste im Süden Kampaniens, wenige Kilometer vor der Grenze zur Basilikata.

## Wirtschaft und Infrastruktur
In Sapri befindet sich ein Bahnhof auf der Strecke Neapel–Reggio Calabria. Der Hafen wird von der "Metro del Mare" mittels verschiedener Fährlinien angelaufen, die neben  Camerota, Pisciotta, Acciaroli (Pollica), Salerno und Agropoli auch Capri und Neapel anlaufen.

## Städtepartnerschaften
- Ripatransone – Italien

## Drehort
Der Bahnhof von Sapri war zu sehen in  James Bond 007: Keine Zeit zu sterben.